# Chaoshui (köpinghuvudort i Kina, Shandong Sheng, lat 37,69, long 120,97)
Chaoshui (kinesiska: 潮水, 潮水镇) är en köpinghuvudort i Kina. Den ligger i provinsen Shandong, i den östra delen av landet, omkring 370 kilometer öster om provinshuvudstaden Jinan. Antalet invånare är 27 014. Befolkningen består av 13 463 kvinnor och 13 551 män. Barn under 15 år utgör 9,0 %, vuxna 15-64 år 76 %, och äldre över 65 år 14,0 %.
Runt Chaoshui är det tätbefolkat, med 819 invånare per kvadratkilometer. Närmaste större samhälle är Guxian, 18,8 km sydost om Chaoshui. Trakten runt Chaoshui består till största delen av jordbruksmark.
Genomsnittlig årsnederbörd är 756 millimeter. Den regnigaste månaden är juli, med i genomsnitt 272 mm nederbörd, och den torraste är januari, med 11 mm nederbörd.